# Honey, Honey
«Honey, Honey» (с англ. — «Милый, милый») — песня шведской группы ABBA с альбома Waterloo. Она стала вторым синглом с этого альбома, выпущенным после успеха заглавного трека на Eurovision Song Contest.

## История
«Honey, Honey» была написана Бьорном Ульвеусом, Бенни Андерссоном и Стигом Андерсоном, вокальные партии исполнили Агнета Фельтског и Анни-Фрид Лингстад. Наряду с английской версией, ABBA также записали «Honey, Honey» на шведском языке 30 января 1974 года на студии Metronome Studio в Стокгольме. Эта запись стала последней официальной песней, записанной на родном языке членов группы; она вышла в качестве второй стороны для шведского релиза «Waterloo». Английская версия «Honey, Honey» вышла вместе с «King Kong Song» в качестве второй стороны.
«Honey, Honey» была выпущена в некоторых европейских странах, а также в США, Австралии и Новой Зеландии. «Honey, Honey» продержалась четыре месяца в топ-5 западногерманских хит-парадов, а также достигла сходного успеха в Австрии и Швейцарии. В США «Honey, Honey» была достаточно успешна по сравнению с последующими композициями ABBA, вышедшими в этой стране; она достигла № 27 как в Billboard Hot 100, так и в Adult Contemporary Chart.

## Официальные версии
- «Honey, Honey» (английская версия)
- «Honey, Honey» (шведская версия)

## Список дорожек
(английская версия)
1. A. «Honey, Honey»
2. B. «King Kong Song»

## Позиции в чартах
| Чарт (1974)                        | Высшая позиция |
| ---------------------------------- | -------------- |
| Австралия (Kent Music Report)      | 30             |
| Австрия (Ö3 Austria Top 40)        | 4              |
| Бельгия/Валлония (Ultratop 50)     | 22             |
| Бельгия/Фландрия (Ultratop 50)     | 19             |
| Германия (GfK)                     | 2              |
| Канада (RPM Adult Contemporary)    | 8              |
| Канада (RPM Top Singles)           | 18             |
| Нидерланды (Dutch Top 40)          | 16             |
| Нидерланды (Single Top 100)        | 17             |
| США (Billboard Adult Contemporary) | 27             |
| США (Billboard Hot 100)            | 27             |
| США (Cash Box Top 100)             | 37             |
| США (Record World Top Singles)     | 51             |
| Швейцария (Schweizer Hitparade)    | 4              |
| Чарт (2008)                        | Высшая позиция |
| Норвегия (VG-lista)                | 16             |

## Кавер-версии
- Шведский ансамбль Nashville Train (частично состоявший из членов переменного состава самой ABBA) записал свою версию песни в 1977 году для альбома ABBA Our Way, выпущенным в Швеции на лейбле Polar Music.
- В 1975 году Гана Загорова записала чешскую версию песни под названием Asi, asi.
- Фильм Mamma Mia! также включает эту песню в исполнении Amanda Seyfried. Запись из фильма достигла № 61 в британских и № 50 в австралийских чартах по состоянию на 2 августа 2008 года[18].
- Версия в стиле hi-NRG/евродэнс была записана в конце 1990-х Abbacadabra и выпущена на лейбле Almighty Records[19].